# Gouvernement Dolimont
Région wallonne
Di Rupo III 
Le gouvernement Dolimont est le gouvernement de la Région wallonne depuis le 15 juillet 2024, sous la 11e législature du Parlement.
Il est dirigé par le libéral Adrien Dolimont et formé après les élections régionales du 9 juin 2024. Il se compose de huit ministres, dont le chef du gouvernement.
Majoritaire au Parlement, il est constitué d'une coalition « azur » entre le Mouvement réformateur et Les Engagés.
Il succède au gouvernement Di Rupo III.

## Historique du mandat
Le gouvernement est dirigé par le nouveau ministre-président libéral Adrien Dolimont. Il est constitué d'une coalition entre le Mouvement réformateur (MR) et Les Engagés. Ensemble, ils disposent de 43 députés sur 75, soit 57,3 % des sièges du Parlement.
Il est formé à la suite des élections régionales du 9 juin 2024.
Il succède donc au troisième gouvernement du socialiste Elio Di Rupo, constitué d'une entente entre le Parti socialiste (PS), le Mouvement réformateur et Ecolo.

### Formation
Le résultat des élections régionales marque un basculement à droite de la Région wallonne, avec la victoire du Mouvement réformateur et la possibilité pour celui-ci d'établir une majorité de centre droit avec Les Engagés. Si la « coalition arc-en-ciel » qui forme le gouvernement sortant est arithmétiquement reconductible, elle est politiquement écartée à la suite de la décision du Parti socialiste de rester dans l'opposition.
Le président du MR Georges-Louis Bouchez et le président des Engagés Maxime Prévot annoncent le 11 juin 2024 lancer des négociations en vue de former un gouvernement de leurs deux partis, qui serait doté de la majorité absolue. Ces échanges sont marqués, la semaine du 18 juin, par des consultations du patronat et des syndicats de salariés.
Le 11 juillet, Georges-Louis Bouchez et Maxime Prévot annoncent la conclusion d'un accord pour constituer une « coalition azur ». Le contrat de coalition est ratifié deux jours plus tard par les militants libéraux et sociaux-libéraux.
Le ministre wallon sortant du Budget Adrien Dolimont est choisi le 14 juillet comme futur ministre-président. Âgé de 35 ans au moment de sa désignation, il est le plus jeune chef de l'exécutif de l'histoire de la Région wallonne.

## Composition
| Poste                                                                                                  | Titulaire | Titulaire            | Titulaire            | Parti       |
| --- | --------- | -------------------- | -------------------- | ----------- |
| Ministre-président Ministre du Budget, des Finances, de la Recherche et du Bien-être animal            |           | Adrien Dolimont      | Adrien Dolimont      | MR          |
| Vice-président Ministre du Territoire, des Infrastructures, de la Mobilité et des Pouvoirs locaux      |           | François Desquesnes  | François Desquesnes  | Les Engagés |
| Vice-président Ministre de l'Économie, de l'Industrie, du Numérique, de l'Emploi et de la Formation    |           | Pierre-Yves Jeholet  | Pierre-Yves Jeholet  | MR          |
| Ministre de la Santé, de l'Environnement, des Solidarités et de l'Économie sociale                     |           | Yves Coppieters      | Yves Coppieters      | Les Engagés |
| Ministre de la Fonction publique, de la Simplification administrative et des Infrastructures sportives |           | Jacqueline Galant    | Jacqueline Galant    | MR          |
| Ministre du Tourisme, du Patrimoine et de la Petite enfance                                            |           | Valérie Lescrenier   | Valérie Lescrenier   | Les Engagés |
| Ministre de l'Énergie, du Plan Air-Climat, du Logement et des Aéroports                                |           | Cécile Neven         | Cécile Neven         | MR          |
| Ministre de l'Agriculture et de la Ruralité                                                            |           | Anne-Catherine Dalcq | Anne-Catherine Dalcq | MR          |